# Instituto de Física e Química de São Carlos da Universidade de São Paulo
O Instituto de Física e Química de São Carlos da Universidade de São Paulo ou (IFQSC) é uma antiga unidade, atualmente extinta, da Universidade de São Paulo, localizada no campus de São Carlos.

## História
O IFQSC existiu por 23 anos, entre 1971 e 1994. Em 1994, foi dividido em duas unidades, o Instituto de Física de São Carlos (IFSC) e o Instituto de Química de São Carlos (IQSC). 